# Japan Expo
Japan Expo је највећа инострана манифестација јапанске поп културе. Одржава се у Паризу сваке године у јулу месецу. Прва манифестација одржана је 1999. године, и тада је имала 2400 посетилаца. Године 2019, број је порастао на 252.510. 

## Историја
Прва манифестација одржана је 1999. године у просторима ISC бизнис школе. Године 2002, фестивал је померен у финансијски дистрикт Дефанс, у Центар нових индустрија и технологија (CNIT). Због превеликог броја посетилаца, манифестација је отказана 2005. године и наредне године померена у Вилпент. Манифестација је опет отказана 2020. године због пандемије ковида 19.

## ван Париза
- Француска
  -  у Орлеану
  -  у Марсељу
  -  у Монтреју
- Белгија
  -  у Бриселу
- САД
  -  у Санта Клари, Калифорнија

## Спољашњи извори
- Чиби Јапан Експо - мања манифестација која се одржава у новембру

48° 58′ 20″ N 2° 30′ 59″ E / 48.97222° С; 2.51639° И